# Togo aux Jeux olympiques d'été de 2008
Le Togo participe aux Jeux olympiques d'été de 2008 à Pékin. Il s'agit de sa 8e participation à des Jeux d'été.
La délégation togolaise compte 4 athlètes qui se sont présentés dans quatre disciplines différentes.

## Liste des médaillés togolais

### Médailles d'or
| Sport              | Discipline | Sportifs | Performance |
| Médailles d'or : 0 |            |          |             |

### Médailles d'argent
| Sport                  | Discipline | Sportifs | Performance |
| Médailles d'argent : 0 |            |          |             |

### Médailles de bronze
| Sport                   | Discipline             | Sportifs          | Performance |
| Médailles de bronze : 1 |                        |                   |             |
| Canoë-Kayak slalom      | Kayak monoplace K1 (H) | Benjamin Boukpeti | 87,37       |

## Athlètes togolais[1]

### Canoë-kayak

#### Slalom
Hommes
- Kayak monoplace (K1) :
  - Benjamin Boukpeti

| Athlète           | Compétition | Éliminatoires | Éliminatoires | Demi-finales | Demi-finales | Finale A   | Finale A           |
| Athlète           | Compétition | Temps         | Rang          | Temps        | Rang         | Temps      | Rang               |
| ----------------- | ----------- | ------------- | ------------- | ------------ | ------------ | ---------- | ------------------ |
| Benjamin Boukpeti | K1          | 172.26 pts    | 8e            | 86.08 pts    | 1er          | 173.45 pts | Médaille de bronze |

### Judo
Hommes
- 81 kg :
  - Kouami Sacha Denanyoh

### Tennis
Hommes
- Simple :
  - Komlavi Loglo

### Athlétisme
Femmes
- 400 m :
  - Sandrine Thiebaud-Kangni

| Athlète                  | Compétition  | Séries   | Séries | Quart de finale | Quart de finale | Demi-finale | Demi-finale | Finale   | Finale  |
| Athlète                  | Compétition  | Résultat | Rang   | Résultat        | Rang            | Résultat    | Rang        | Résultat | Rang    |
| ------------------------ | ------------ | -------- | ------ | --------------- | --------------- | ----------- | ----------- | -------- | ------- |
| Sandrine Thiebaud-Kangni | 400 m femmes | 54 s 16  | 45     |                 |                 | Éliminé     | Éliminé     | Éliminé  | Éliminé |